# Nachal Menorim
Nachal Menorim (hebrejsky: נחל מנורים) je krátké vádí v Dolní Galileji, v severním Izraeli.
Začíná na východních svazích hory Har Menor, která je severním pokračováním hřbetu Ramat Porija. Pak vádí směřuje k severovýchodu a rychle sestupuje do příkopové propadliny Galilejského jezera, do kterého ústí cca 3 kilometry jihojihovýchodně od centra města Tiberias, v turistickém areálu Ganej Menora.